# Ruggiero Rizzitelli
Ruggiero Rizzitelli (né le 2 septembre 1967 à Margherita di Savoia dans la province de Foggia) est un footballeur italien évoluant au poste d'attaquant.

## Biographie

### Carrière en club
Formé à Cesena il commence sa carrière en Serie B lors de la saison 1984-1985. Il découvre avec cette même équipe la Serie A lors de la saison 1987-1988.
À l'été 1988 il signe en faveur de l'AS Rome pour laquelle il joue 6 ans et remporte son premier trophée en 1991 avec une coupe d'Italie. Cette même année il joue une finale de Coupe de l'UEFA où il marque un but mais s'incline contre l'Inter Milan.
Il passe ensuite deux très bonnes saisons sur un plan individuel au Torino, avec une moyenne d'un but tous les deux matchs, mais décevante d'un point de vue collectif puisque le club est relégué en Serie B en 1996.
Il signe alors en faveur du club Allemand du Bayern Munich où il est entraîné pendant deux ans par son compatriote Giovanni Trapattoni. Il enrichit là bas son palmarès d'un championnat et d'une coupe.
Il finit sa carrière en 2001 à Cesena après un intermède décevant de deux ans à Piacenza.

### Carrière en équipe d'Italie
Il fait ses débuts avec la squadra azzurra le 20 février 1988 lors d'un match amical à Bari contre l'URSS. Il est retenu pour l'Euro 1988 mais il n'y joue pas une seule minute. Il connaît ses cinq premières sélections lors de l'année 1988 puis n'est plus retenu pendant deux ans et demi.
Pour son retour, il marque son premier but en équipe nationale le 12 juin 1991 lors d'un tournoi amical contre le Danemark. Il marque son deuxième but lors de sa neuvième et dernière sélection le 13 novembre 1991, au cours d'un match de qualification pour l'Euro 1992 contre la Norvège.

## Palmarès
- Italie
  - 9 sélections et 2 buts entre 1988 et 1991
  - Participation à l'Euro 1988

- AS Rome
  - Vainqueur de la Coupe d'Italie en 1991
  - Finaliste de la Coupe de l'UEFA en 1991

- Bayern Munich
  - Champion d'Allemagne en 1997
  - Vainqueur de la Coupe d'Allemagne en 1998
  - Vainqueur de la Coupe de la Ligue en 1997